# Џеферсон (Оклахома)
Џеферсон (енгл. Jefferson) град је у америчкој савезној држави Оклахома.

## Демографија
По попису из 2010. године број становника је 12, што је 25 (-67,6%) становника мање него 2000. године.
| Група             | 2000.      | 2010.       |
| Белци             | 33 (89,2%) | 12 (100,0%) |
| Афроамериканци    | 0 (0,0%)   | 0 (0,0%)    |
| Азијати           | 0 (0,0%)   | 0 (0,0%)    |
| Хиспаноамериканци | 3 (8,1%)   | 0 (0,0%)    |
| Укупно            | 37         | 12          |